# Barjiwang
Barjiwang – gaun wikas samiti w zachodniej części Nepalu w strefie Rapti w dystrykcie Pyuthan. Według nepalskiego spisu powszechnego z 2001 roku liczył on 521 gospodarstw domowych i 2414 mieszkańców (1390 kobiet i 1024 mężczyzn).